# 캘런 상사
캘런 상사(The Sergeant)는 미국에서 제작된 존 플린 감독의 1968년 드라마 영화이다. 로드 스테이거 등이 주연으로 출연하였고 리처드 골드스톤 등이 제작에 참여하였다.

## 출연

### 주연
- 로드 스테이거
- 존 필립 로우
- 루드밀라 미카엘

### 조연
- 프랭크 라틀모어
- 엘리어트 설리반
- 로널드 루빈
- 제리 브루어

## 제작진
- 원작자: 데니스 머피
- 미술: 윌리 홀트
- 미술: 마크 프레더릭스